# Саванские источники
Саванские источники — минеральные источники на полуострове Камчатка. Находятся на территории Усть-Большерецкого района Камчатского края России. Являются памятником природы ландшафтно-бальнеологического характера.
Расположены у северо-восточного подножия потухшего вулкана Саван в 5-30 м от берега реки Левый Саван, в 2,3 км выше её слияния с рекой Правый Саван.
Выход терм происходит из двух крупных и десятка мелких грифонов, откуда вода, сливаясь в ручьи, с обеих сторон обходит травертиновую площадку из светло-серых отложений. Русла ручьёв мелкие, ширина местами доходит до 3 м. В воде произрастает множество водорослей различных цветов — белых, зелёных, красноватых, бурых.
Температура воды до 75 °C. Минерализация — 1,01 г/л, кремниевой кислоты — 0,104 г/л, борной кислоты — 0,10 г/л.